# Клаустрофобы
«Клаустрофобы» (англ. Escape Room) — американский фильм ужасов режиссёра Адама Робителя.
Премьера фильма в США состоялась 4 января 2019 года, в России — 7 февраля.

## Сюжет

### Пролог
Раненый молодой человек проваливается через вентиляцию в комнату с причудливым замком на двери. Внезапно стены начинают сдвигаться, он лихорадочно мечется по комнате от одной подсказки к другой, но стены не останавливаются, времени остаётся всё меньше, и тот кричит до конца сцены.

### Сюжет
События начинаются в Чикаго, где троим героям, Зои, которая является одарённым подростком, Бену, который работает в магазине и Джейсону, торговцу на бирже, некто приносит одни и те же кубы-головоломки, открыв которые они получают приглашение на квест за вознаграждение в 10 000 долларов. Они и еще несколько человек приходят в комнату, предварительно сдав мобильные. Среди новых героев Аманда, которая является бывшим военным, Дэни, который буквально помешан на квестах, и Майк, работающий водителем грузовика. Просидев в ожидании некоторое время, Бен собирается покурить, но при попытке открыть дверь ручка отпадает, показывая, что под ней кодовый замок. Герои начинают искать подсказки.
Зои видит на полках книги и находит в них «451 градус по Фаренгейту» Р. Брэдбери. Сообразив, что 451 — шифр к кодовому замку на двери, она активирует систему нагревания. В комнате стремительно начинает расти температура. На столе команда находит 6 подставок для стаканов, которые открывают люк вентиляции, но веса обычного бокала недостаточно. Бен заполняет последний стакан водой из своей фляжки, остальные пять были заполнены с помощью кулера. Команда выбирается из комнаты за секунду до срабатывания огнемета, спрятанного в люстре.
Друзья оказываются в хижине, находящейся в морозном лесу. Лес не бесконечен, и ограничен невидимым барьером. Внезапно начинается подача холодного воздуха, с целью заморозить игроков. Ребята находят куртку, в которой Зои случайно находит компас, с его помощью она натыкается на модель белого медведя, в пасти которого был спрятан магнитный крючок. Майк замечает на верхушке дерева спиннинг и достает его. Насадив крючок на спиннинг, Майк вылавливает ледяной куб, в котором находится ключ, отпирающий дверь дальше. Игроки решают растопить куб зажигалкой Бена, но как только она попадает в руки Дэни, лед раскалывается у него под ногами и он падает в ледяную воду. Дэни умирает. Команда решает растопить лед с помощью тепла собственных тел, получают ключ и выходят из комнаты.
Игроки попадают в комнату — перевернутый бильярд бар. Начинает играть музыка. На бильярдном столе Майк замечает, что нет восьмого шара. В то же время, музыка прерывается на странный сигнал и часть пола отваливается, падая глубоко вниз. Аманда решает осмотреть зал получше, забравшись на барную стойку. Там она находит сейф и кодовый замок, состоящий из 4 цифр. Зои видит стенд с квадратными фигурами. Она решает головоломку, собирая квадратные фигуры в единую картину — цветовые полосы. Каждый цвет соотносится с бильярдным шаром и его номером. Подобрав код и открыв сейф, Аманда берет дверную ручку в форме недостающего восьмого шара. Аманда пытается перелезть к игрокам с помощью бильярдного стола, но роняет шар, в погоне за которым падает вниз, предварительно кинув ребятам дверную ручку. Аманда выбывает из игры, отказываясь допрыгнуть до них, несмотря на то, что она могла это сделать.
Зои, Бен, Джейсон и Майк оказываются в медицинской палате. Здесь они находят медицинские карточки всех игроков, в том числе погибших. Зои догадывается, что все они не просто так были собраны вместе, они — статистическое исключение, им всем посчастливилось уцелеть в самых страшных ситуациях, и теперь создатели игры хотят выяснить, кто же самый счастливый из счастливчиков. Им нужно активировать электрокардиограф, чтобы открыть люк на выход, иначе через 5 минут в комнате будет распылен угарный газ. Зои считает, если сломать все видеокамеры, то создатели не предугадают их действий. Джейсон уверен, что нужен максимально высокий пульс, заставляя Майка пожертвовать собой, пустив ему в сердце электрический разряд. Позже он понимает, что все наоборот и понизив свой пульс до минимума, открывает люк. Джейсон и Бен покидают комнату, а Зои остается в палате, задыхаясь угарным газом, но сломав все камеры. Однако в последний момент она находит кислородную маску и спасается от смерти.
Джейсон и Бен попадают в пустую комнату с люком и, открыв его, испытывают сильные галлюцинации, вызванные неизвестным раствором, что был нанесен на люк. Бен находит противоядие, но Джейсон намеревается его отобрать. Бен ударяет Джейсона об угол выпуклой стены и тот умирает.
В медицинскую палату входят сотрудники создателей квеста и Зои наносит сильные удары металлической стойкой, нокаутируя их. Зои выбирается из комнаты через потайной вход, захватив с собой лежавший на полу пистолет.
Бен попадает в комнату из начала фильма. Он выживает, забравшись в камин. Стена сдавливает всю мебель, и в камине открывается дверь. Бен попадает в помещение ведущего, который следит за игрой. Он выясняет, что все эти игры проводятся с целью развлечь клиентов, которые делают ставки на тех, кто выживет, заплатив за жертв большие деньги. В тот же миг, ведущий пытается задушить Бена леской, но приходит Зои и стреляет в него. Ведущий пытается убить Зои, но Бен разбивает об его голову бутылку и тот умирает. Зои и Бен покидают здание.
Вместе с полицией Зои приезжает к зданию квеста, но внутри все выглядит заброшенным. Зои видит анаграмму «Выхода Нет» (No Way Out) и составляет фамилию доктора Таохвыд Ен (анагамма Wootan Yu), понимая, что игра не окончена.
Проходит 6 месяцев. Зои с Беном сидят в ресторане. Зои показывает газету, где смерти всех участников игры были оправданы несчастными случаями. В официальном логотипе компании, Зои находит зашифрованные координаты места, находящегося в центре Манхэттена, предположительно головного офиса компании. Она зовёт Бена полететь туда с ней.

### Эпилог
Крыло воспламеняется и самолёт начинает стремительно падать. Стюард и стюардесса ищут ключ от кабины экипажа, но внутри они находят мёртвых пилотов. Самолёт сталкивается со скалой и симуляция завершается, администратор выходит на связь с главой компании и тот принимает квест, специально созданный для Зои и Бена.

## В ролях
| Актёр                | Роль               |
| -------------------- | ------------------ |
| Тейлор Расселл       | Зои Дэвис          |
| Логан Миллер         | Бен Миллер         |
| Джей Эллис           | Джейсон Уолкер     |
| Тайлер Лабин         | Майк Нолан         |
| Дебора Энн Уолл      | Аманда Харпер      |
| Ник Додани           | Дэни Кан           |
| Йорик ван Вагенинген | ведущий            |
| Джессика Саттон      | Эллисон            |
| Корнелиус Джини мл.  | профессор колледжа |

## Критика
Фильм получил смешанные отзывы кинокритиков. На сайте Rotten Tomatoes фильм имеет рейтинг 49 % на основе 146 рецензий со средним баллом 5,18 из 10. На сайте Metacritic фильм имеет оценку 48 из 100 на основе 26 рецензий критиков, что соответствует статусу «смешанные или средние отзывы». На сайте CinemaScore зрители дали фильму оценку B, по шкале от A+ до F.

## Продолжение
25 февраля 2019 года было объявлено, что сиквел под названием «Клаустрофобы 2» находится в стадии активной разработки, а Адам Робител собирается снова выступить в качестве режиссера, вместе со сценаристом Брэги Ф. Шутом и продюсером Нилом Х. Морицем. Релиз был запланирован на 17 апреля 2020 года, но позднее перенесён на 1 января 2021 года.
Фильмы Робитела не следует путать с лентами Уилла Верника «Клаустрофобия» (Escape Room, 2017) и «Клаустрофобы: Квест в Москве» (No Escape или Follow Me, 2020).